# Albert Paris Gütersloh
Albert Paris von Gütersloh (* 5. Februar 1887 in Wien; † 16. Mai 1973 in Baden bei Wien; eigentlich Albert Conrad Kiehtreiber) war ein österreichischer Maler und Schriftsteller. Er gilt als der geistige Vater der Wiener Schule des Phantastischen Realismus.

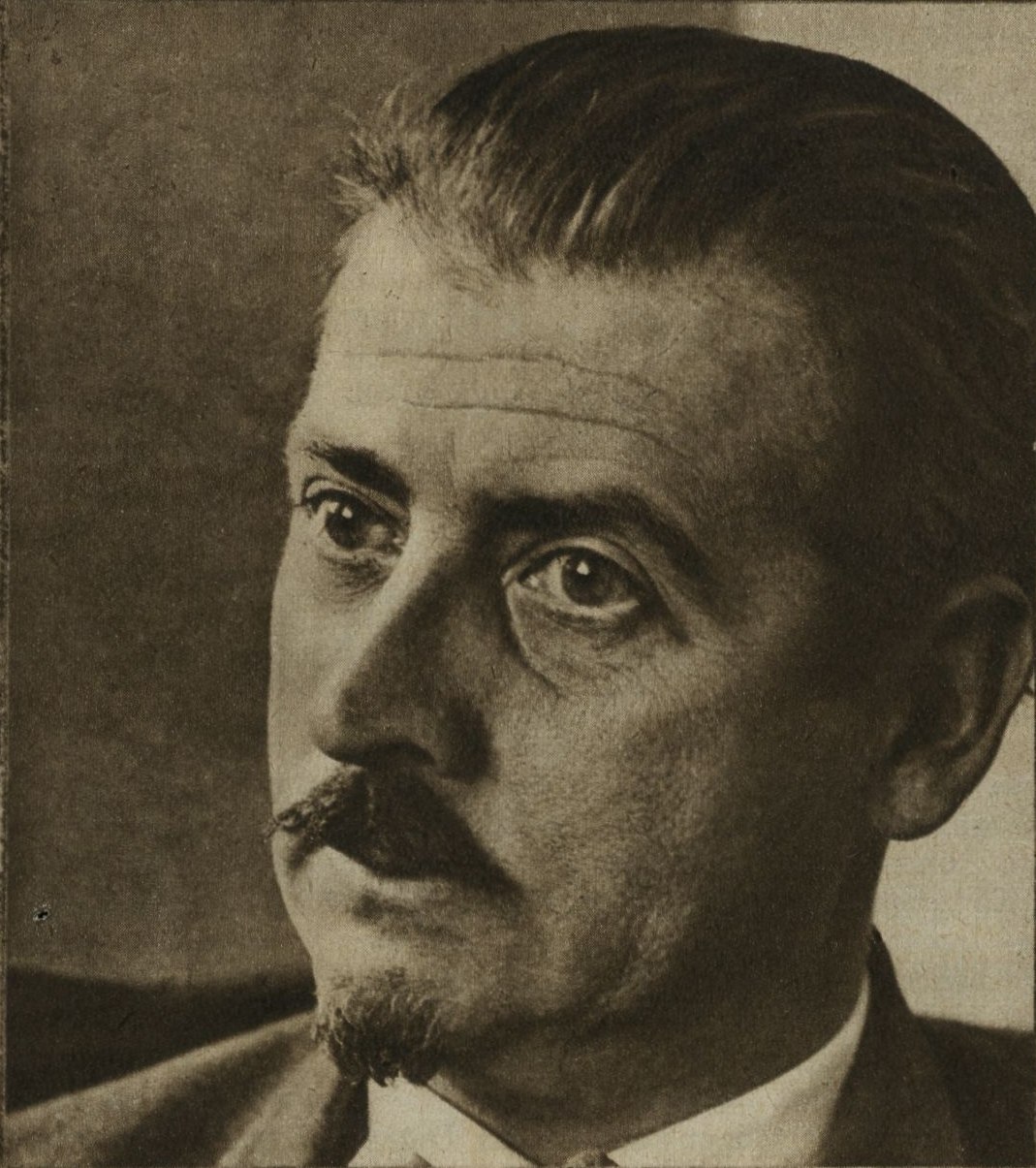
Aufnahme von Ludwig Schwab um 1930

## Leben

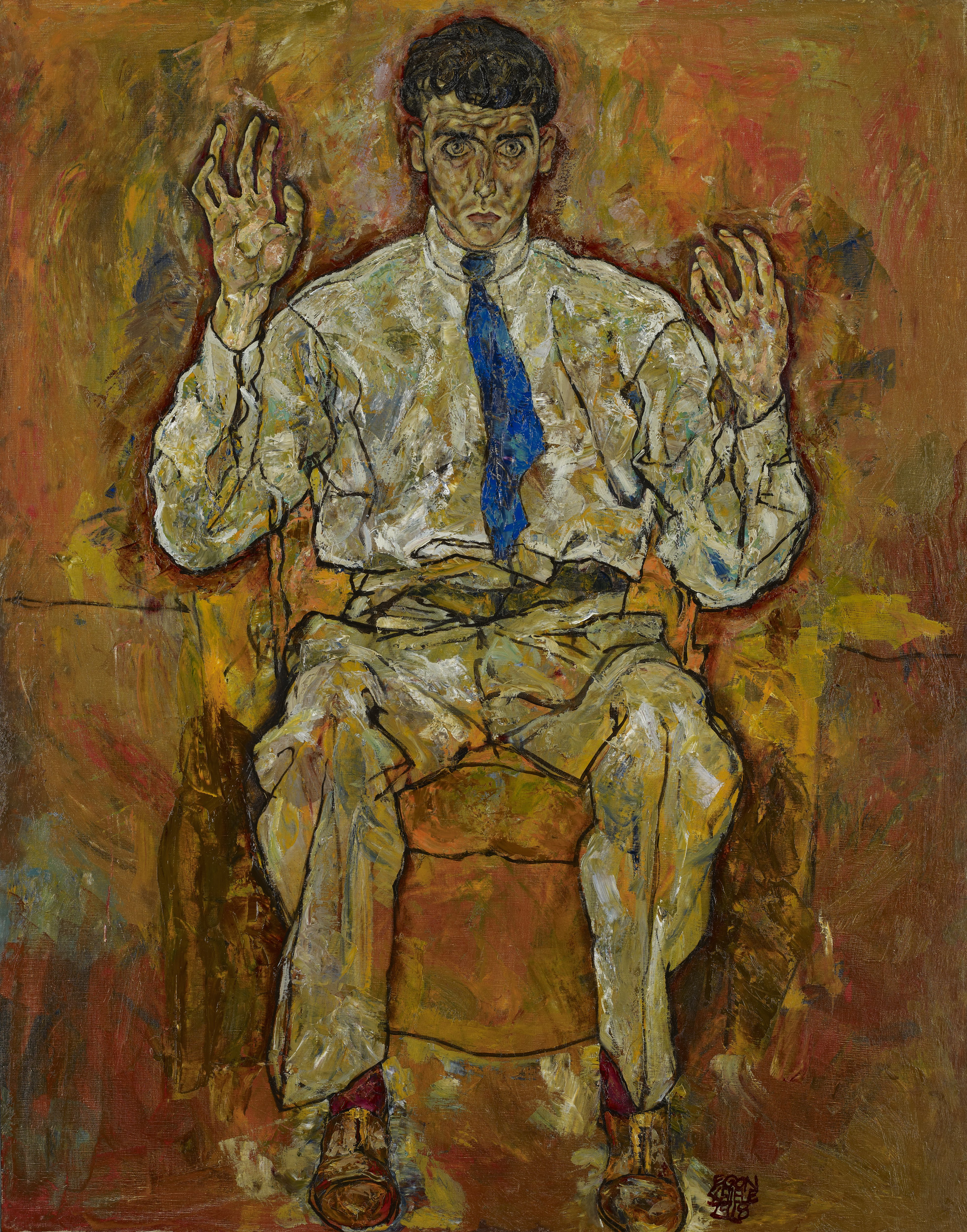
Egon Schiele: Porträt des Albert Paris von Gütersloh, 1918

Albert Konrad Kiehtreiber wurde als Sohn des Kommis Josef Kiehtreiber und der Mathilde geb. Kohlgruber in Wien Gumpendorf geboren. Er besuchte ab 1898 das humanistische Stiftsgymnasium Melk und seit 1900 das Gymnasium der Franziskaner in Bozen, da er nach den Plänen seiner Eltern Priester werden sollte. 1904 nahm er unter dem Pseudonym Albert Matthäus Schauspielunterricht und spielte an diversen Provinzbühnen der Monarchie und in Bad Reichenhall. Max Reinhardt engagierte ihn an das Deutsche Theater in Berlin.
Als bildender Künstler trat Kiehtreiber erstmals 1909 mit einer Ausstellung von Zeichnungen auf der Internationalen Kunstschau in Wien hervor. Weitere Ausstellungen folgten, darunter in Wien auf der Kunstschau, beim Hagenbund, in der Wiener Secession, aber auch in Frankreich, Deutschland oder Italien. Nachdem 1911 sein expressionistischer Roman Die tanzende Törin erschienen war, ging er als Kunstberichterstatter nach Paris, wo er 1911/12 bei Maurice Denis Malerei studierte und Ölbilder zu malen begann.
Zurück in Wien wurde er Schüler von Gustav Klimt und gehörte dessen Kreis mit Egon Schiele und Josef Hoffmann an. In den Zeitschriften Der Ruf und Die Aktion veröffentlichte er Beiträge und gab 1914 mit Karl Adler die Zeitschrift Der Knockabout heraus. Während des Ersten Weltkrieges lernte er im k.u.k. Kriegspressequartier Hugo von Hofmannsthal, Hermann Bahr, Robert Musil und Franz Blei kennen. Mit Blei gab er 1918/19 die Zeitschrift Die Rettung heraus. 1919 wurde Gütersloh von Bohuslav Kokoschka, dem jüngeren Bruder von Oskar Kokoschka, porträtiert.
1922 änderte Kiehtreiber seinen Namen offiziell in Albert Paris von Gütersloh. Seit 1913 hatte er sich immer wieder so genannt. Laut Gerhard Habarta war er vor 1914 in der damals kleinen deutschen Stadt Gütersloh als Schauspieler tätig und zur gleichen Zeit in zwei Mädchen verliebt. Das Verhältnis nahm Formen an, die eine Entscheidung zwischen den beiden Frauen für ihn notwendig machten. Er wurde für sich zum Paris, der zwischen mehreren schönen Frauen entscheiden musste. Aus dieser Situation soll der Wahlname entstanden sein.
1919–1921 war er Oberregisseur am Münchner Schauspielhaus. Daneben schrieb er auch und war Bühnenbildner am Wiener Burgtheater und Kirchenrestaurator. Für seine Bücher erhielt er 1922 den Theodor-Fontane-Preis für Kunst und Literatur. 1926 erschien sein autobiografisches Werk Bekenntnisse eines modernen Malers. Von 1930 bis 1938 war Gütersloh Professor an der Wiener Kunstgewerbeschule, von 1933 bis 1939 Mitglied der Wiener Secession. In dieser Zeit entstanden Mosaike und Glasfenster für einige Wiener Kirchen.
Im Lauf der 1930er Jahre wurde er zum begeisterten Nationalsozialisten, nachdem er zuvor mit dem Austrofaschismus sympathisiert hatte. Nach dem „Anschluss“ Österreichs beantragte er die Aufnahme in die NSDAP, was für ihn ungeahnte Folgen haben sollte. Der Antrag wurde aufgrund seiner Biographie nicht nur abgelehnt. Seine frühen expressiven Arbeiten galten den Nazis als "entartet", und  1937 wurden in der  Aktion „Entartete Kunst“ aus dem Museum Folkwang seine Aquarelle Betrunkene und Gelage beschlagnahmt und vernichtet. Er verlor 1938 seine Professur und erhielt 1940 auch Berufsverbot.
Albert Paris Gütersloh zählte auch zu den namhaften freien Mitarbeitern der Wiener Zeitung. Ab Ende der 1920er Jahre befand sich Gütersloh in einem ambivalenten Lehrer-Schüler-Verhältnis zu dem österreichischen Autor Heimito von Doderer, der auch die erste Monografie über ihn publizierte (Der Fall Gütersloh, 1930). Im Herbst 1938 bezog er zusammen mit Doderer eine Atelier-Wohnung in der Buchfeldgasse 6 im 8. Wiener Gemeindebezirk Josefstadt, die der emigrierten Malerin Trude Waehner gehörte. Beide wohnten dort – von kriegsbedingten Unterbrechungen abgesehen (Doderer wurde 1940 zur Luftwaffe eingezogen) – bis Ende Juni 1948, als Trude Waehner nach einem langwierigen Prozess die Rückgabe ihrer Wohnung erreichte. 1962 kam es nach Erscheinen von Güterslohs Roman Sonne und Mond, in dem er Doderer in der Figur des „Ariovist von Wissendrum“ karikiert hatte, zum Zerwürfnis der beiden.
Nach dem Zweiten Weltkrieg leitete Gütersloh 1945 bis 1962 eine Meisterschule für Malerei und einen Freskokurs an der Wiener Akademie der bildenden Künste. Er richtete hier eine Fresko- und Gobelinschule ein. Zu seinen Schülern zählten u. a. Ernst Fuchs und Eva Nagy. 1953/54 wurde er Rektor und erhielt 1955 den Titel eines ordentlichen Professors. Seit 1945 war Gütersloh wieder Mitglied des Art Club und der Secession und von 1950 bis 1954 deren Präsident. 1950 gründete er gemeinsam mit Josef Hoffmann die Föderation moderner bildender Künstler Österreichs und wurde 1951 deren erster Präsident.
Gütersloh war in erster Ehe vom 24. Februar 1914 bis zu ihrem Tod 1917 mit der am 13. November 1885 geborenen Hofoperntänzerin Emma Anna Berger verheiratet, in zweiter Ehe von 1921 bis zur Scheidung 1932 mit der Tänzerin Vera Reichert. Wolfgang Hutter, geb. 1928, war der leibliche Sohn von Albert Paris Gütersloh und Milena Hutter, die eine jahrelange Liebesaffäre miteinander verband. Milena Hutter war die Ehefrau des Arztes Karl Hutter. Gütersloh anerkannte Wolfgang Hutter erst in seinem Testament 1973 als seinen Sohn. Nach dem Tode Güterslohs in Baden, wo er seit 1970 lebte, wurde er auf dem Wiener Zentralfriedhof (Gruppe 32 C, Nummer 35) in einem Ehrengrab bestattet.

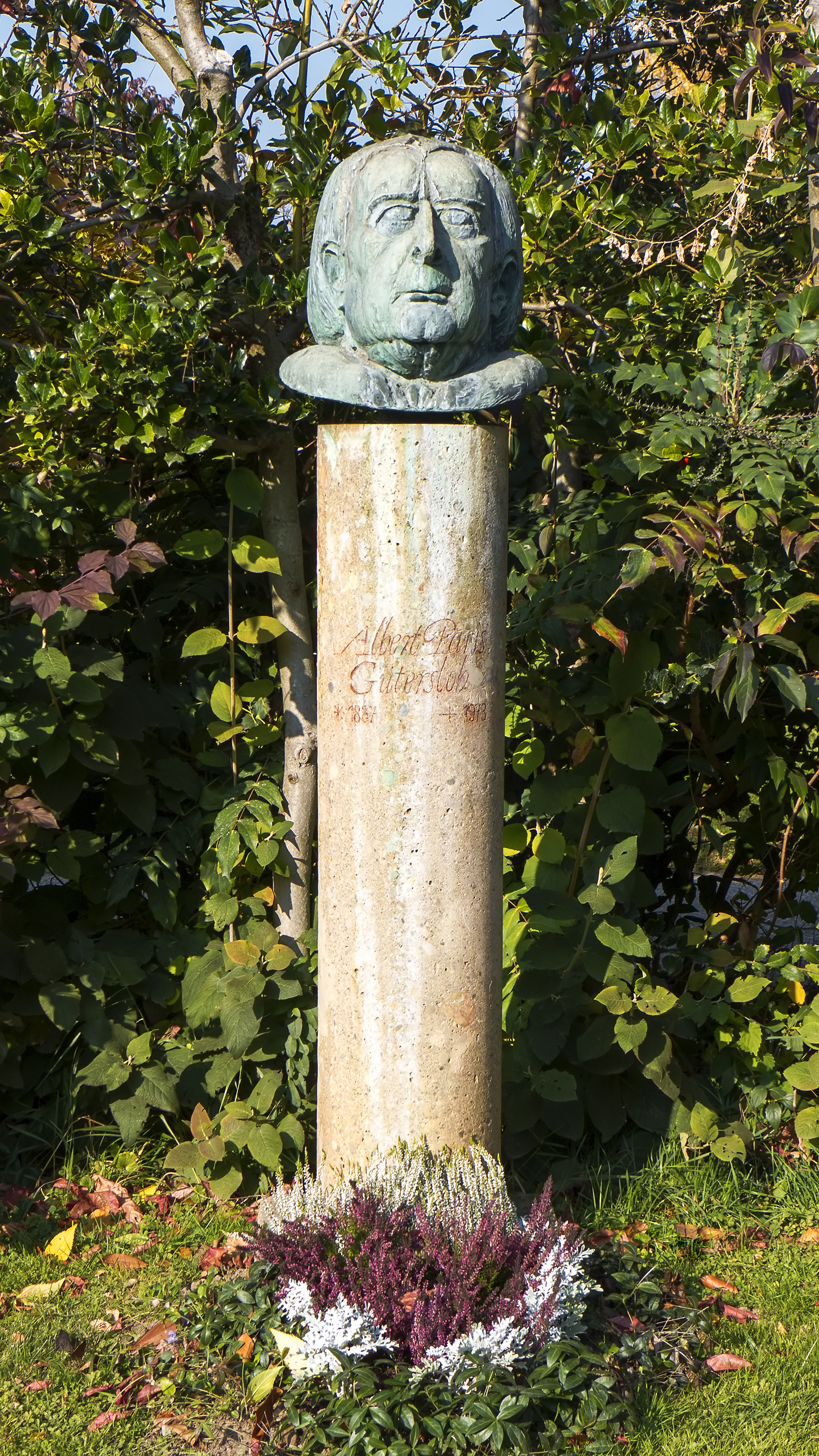
Grabstätte von Albert Gütersloh

Im Jahr 2006 wurde in Wien-Donaustadt (22. Bezirk) die Güterslohgasse nach ihm benannt.

## Bedeutung
Der vielseitig begabte Gütersloh schuf als bildender Künstler Aquarelle, Zeichnungen, Ölbilder, aber auch Gobelinentwürfe, Mosaike und Glasfenster. Die Themen seiner Bilder sind vor allem Stillleben, Porträts und Landschaften. Als Lehrer von Arik Brauer, Ernst Fuchs, Wolfgang Hutter, Helmut Leherbauer, Arminio Rothstein, Friedensreich Hundertwasser, Anton Lehmden und Alois Kowald gilt er als einer der wichtigsten Wegbereiter der Wiener Schule des Phantastischen Realismus.
Als Schriftsteller verfasste er Romane, Erzählungen und Lyrik. Beginnend mit dem expressionistischen Frühwerk ging Gütersloh später zu einem barock-sinnlichen Stil über.

## Auszeichnungen
- 1922: Theodor-Fontane-Preis für Kunst und Literatur
- 1926: Reichel-Preis (1926)
- 1928: Grand Prix, Paris (1928) für seine Gobelins
- 1933: Titel Professor[5]
- 1935: Staatspreis für Malerei (1935)
- 1937: Grand Prix, Paris (1937)
- 1948: Preis der Stadt Wien für Malerei und Graphik
- 1952: Großer Österreichischer Staatspreis für Bildende Kunst
- 1961: Großer Österreichischer Staatspreis für Literatur
- 1957: Ehrenring der Stadt Wien
- 1961: Preis der Stadt Wien für Dichtkunst
- 1967: Preis der Stadt Wien für Literatur
- 1967: Österreichisches Ehrenzeichen für Wissenschaft und Kunst
- 1987: Sonderbriefmarke der Österreichischen Post anlässlich seines 100. Geburtstages

## Werke

### Bildende Kunst

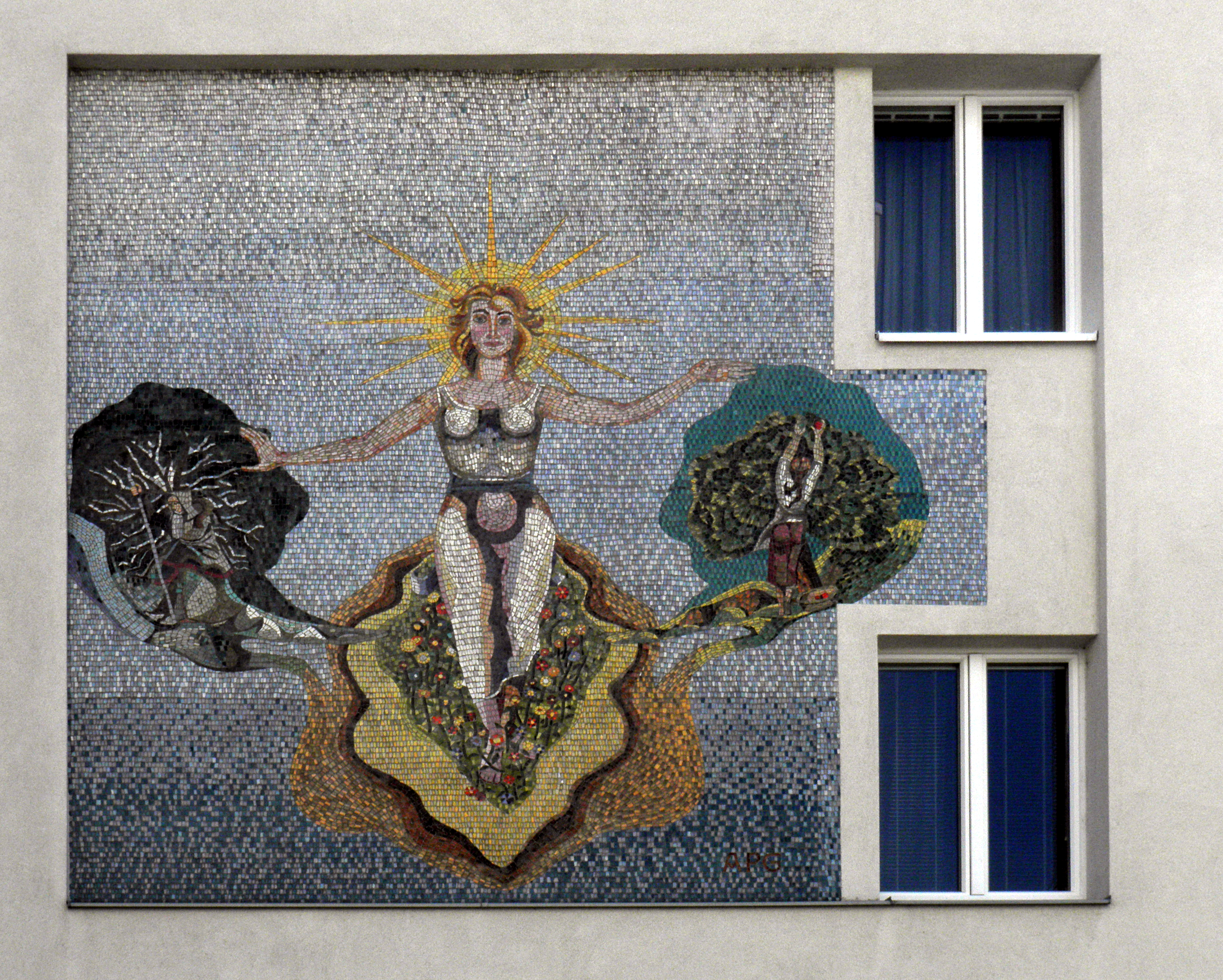
Mosaik Morgen am Dag-Hammarskjöld-Hof

- Stilleben mit Sessel (Wien, Leopold Museum), 1912, Öl auf Leinwand, 60,7 × 60 cm
- Frau mit Kind (Wien, Leopold Museum, Inv. Nr. 85), 1913, Öl auf Leinwand, 68,3 × 55,7 cm
- Damenbildnis (Privatbesitz), 1913, Öl auf Leinwand, 65 × 51,5 cm
- Selbstbildnis vor der Staffelei (Wien Museum), 1913, Öl auf Leinwand
- Frauenbildnis (Wien, Leopold Museum, Inv. Nr. 81), 1914, Öl auf Leinwand
- Frau in grünem Kleid (Privatbesitz), 1926, Öl auf Leinwand, 101 × 81 cm
- Stilleben mit Pfirsichen (Sammlung Oesterreichische Nationalbank), 1930, Öl auf Leinwand, 50 × 59,6 cm
- Entwürfe für Gobelins
- Glasfenster und Mosaike für die Pfarrkirche Mauer (1934)
- Glasfenster und Mosaike für die Pfarrkirche Sandleiten (1935)
- Glasfenster, die 4 Kardinaltugenden darstellend (Wien, Kirche Namen Jesu) (1950)
- Mosaik Morgen am Dag Hammarskjöld Hof in Wien-Floridsdorf (1957–1960)
- Phantastenmuseum, Wien, als Vorläufer der Wiener Schule des Phantastischen Realismus

### Literarische Werke
- Essays
  - Egon Schiele, 1911
  - Bekenntnisse eines modernen Malers, 1926
  - Zur Situation der modernen Kunst, 1963
- Romane
  - Die tanzende Törin, 1911[6]
  - Der Lügner unter Bürgern, 1922
  - Innozenz oder Sinn und Fluch der Unschuld, 1922
  - Eine sagenhafte Figur, 1946
  - Sonne und Mond, 1962
  - Die Fabel von der Freundschaft, 1969
- Erzählungen
  - Die Vision vom Alten und vom Neuen, 1921
  - Die Fabeln vom Eros, 1947
- Gedichte
  - Musik zu einem Lebenslauf, 1957